# 冥祥記
冥祥記（めいしょうき）は、中国南朝宋・斉の人である王琰が撰した志怪小説集である。
撰者の王琰は、当時の名家である太原王氏の出身であり、南朝斉の太子舎人・南朝梁の呉興県令となったことが知られている。本書の成立は、自序中に見える479年（建元元年）より、本書に触れる『観世音応験記』が成立した501年（中興元年）の間に比定されている。
『隋書』「経籍志」は、本書を子部・小説家類とはせず、史部・雑伝類に著録している。このことは、単に本書のみにとどまらず、志怪小説が創作の産物ではなく、事実を記録したものとして認識されていたことを示している。

## テキスト
本書は早くに散佚してしまい、完本は存在しなかった。魯迅が輯佚した『古小説鉤沈』所収本が、現在、唯一まとまって見ることができるテキストである。魯迅は、『太平広記』より38条、『法苑珠林』より124条、重複を除いて合計132条の説話を収録している。